# Boeing F-47
De  Boeing F-47 is een Amerikaans gevechtsvliegtuig van de zesde generatie ontwikkeld door Boeing voor luchtoverwicht voor de United States Air Force onder het programma Next Generation Air Dominance.

## Bekendmaking
Op 21 maart 2025 kondigde president Donald Trump samen met stafchef generaal David W. Allvin, minister van Defensie Pete Hegseth en aankoper luitenant-generaal Dale White in het Oval Office aan dat de Boeing F-47 tegen 2030 de Lockheed Martin F-22 Raptor vervangt. Bondgenoten zouden een 10% verzwakte versie kunnen kopen.
Het gaat om een "familie van systemen" met een bemand gevechtsvliegtuig Penetrating Counter-Air (PCA) als centraal platform voor een zwerm onbemande luchtvaartuigen, de collaborative combat aircraft (CCA).

## Kosten
Het contract had in 2024 toegewezen moeten worden, maar de staatssecretaris voor de United States Air Force, Frank Kendall III zette het project stop wegens te hoge kosten.
Kenneth Wilsbach van de Air Combat Command (ACC) zei in maart 2025 op een symposium van de Air & Space Forces Association dat het vliegtuig nodig is als antwoord op de Chinese Chengdu J-36 en Shenyang J-50.

## Contract
Op 21 maart 2025 kondigde president Donald Trump aan dat Boeing het contract van $20 miljard kreeg voor de ontwikkeling.
Het aandeel van Boeing sloot op de beurs 7% hoger af en het aandeel van Lockheed Martin sloot 5,7% lager af.
Boeing Defense, Space & Security zal het vliegtuig bouwen te Saint Louis (Missouri).
Het X-vliegtuig heeft al honderden uren gevlogen sinds 2020.

## Naam
Volgens The New York Times is de naam F-47 gekozen ter ere van Donald Trump, de 47e president van de Verenigde Staten. De United States Air Force bevestigde dat, maar noemde ook de P-47 Thunderbolt en het jaar 1947 waarin de United States Air Force opgericht werd.

## Concurrenten
Soortgelijke stealth-gevechtsvliegtuigen van de zesde generatie die er commercieel en/of militair mee wedijveren:
- China Chengdu J-36 voor de Luchtmacht van het Volksbevrijdingsleger
- China Shenyang J-50 voor de Marine van het Volksbevrijdingsleger
- Rusland MiG-41
- Frankrijk Système de Combat Aérien du Futur
- Verenigd Koninkrijk BAE Systems Tempest
- Verenigde Staten F/A-XX voor de United States Navy